# Carlota Alfaro
Carlota María Alfaro Bou (nacida el 4 de junio de 1933 en Santurce, San Juan, Puerto Rico). Hija de Félix Alfaro Miranda y Amparo Bou Rivera. Actualmente cuenta con 60 años de carrera como diseñadora de moda y 45 años como profesora de alta costura en Puerto Rico. Ella es quizás la diseñadora de moda más conocida de Puerto Rico, la cual se distingue por sus diseños clásicos y elegantes.

## Biografía
Nacida el 4 de junio de 1933 en San Juan, Puerto Rico, Carlota Alfaro se ha dedicado toda su vida a la costura. Todo comenzó desde muy temprana edad, cuando Carlota manifestó interés y aptitud para la costura confeccionando ropa para su familia y los uniformes de sus amigas para la escuela, inspirada por su tía Carlota (de quien lleva su nombre),  y quien fuera su guía y quien la encaminó para dar sus primeros pasos en la costura. Lo que comenzó como un pequeño negocio alrededor del año 1950 fue creciendo con los años llamando la atención alrededor del mundo con sus creaciones.
En su carrera profesional en el campo del diseño y de la alta costura, Carlota ha conquistado las más prestigiosas pasarelas, tanto a nivel nacional como internacional y ha sido m homenajeada por su trabajo, del que siempre estuvo complementado por un buen equipo, al que considera parte de su familia. Sus colecciones han sido vendidas en diversas tiendas famosas tanto en Puerto Rico como en los Estados Unidos y sus  creaciones han sido lucidas por importantes personalidades del mundo artístico y figuras públicas. Es quizás la más importante y mejor diseñadora de modas de Puerto Rico.
Siguiendo lo que siempre ha sido su pasión y el deseo de pasar a otros sus conocimientos, a principios de los años 60 creó la Academia de Costura y Diseño en la Calle Loiza en Santruce.  Siendo la creadora de un revolucionario e innovador método para facilitar la construcción de patrones e interpretar cualquier modelo para lograr un entalle perfecto, complementado por herramientas creadas exclusivamente por Carlota para este propósito.
Teniendo en mente a aquellas personas que no tenían la facilidad de llegar hasta su local en San Juan, Carlota se trasladó a todos los rincones de la isla de Puerto Rico y también a la República Dominicana a impartir sus lecciones de costura y diseño.  Muchos de sus alumnos se han convertido en profesionales, empresarios diseñadores reconocidos tanto en Puerto Rico como en el exterior.
Tanto el atelier de Carlota Alfaro como su Academia de Alta Costura han pasado por diferentes etapas y transformaciones en los 60 años de existencia; pero su misión sigue siendo la misma: hacer lucir a la mujer elegante y distinguida.